# HD 85296
HD 85296，又名CD-35 5961，SAO 200784、HR 3897，是一颗恒星，视星等为6.37，位于銀經266.74，銀緯13.54，其B1900.0坐标为赤經9h 45m 37.2s，赤緯-35° 13.54′ 7″。